# Praia do Cupe
Piscinas naturais na Praia do Cupe
Praia do Cupe é uma praia localizada no município de Ipojuca, litoral sul do estado de Pernambuco. A Praia do Cupe é uma das maiores da região, com 4,5 km de extensão de orla. A praia se destaca por possuir ondas fortes e selvagens, bastante propício a prática de surf. Apesar de ser um local com ondas fortes é possível observar em alguns trechos da praia a presença de arrecifes, que formam piscinas naturais de águas claras e mornas.